# Hans Siegwart

Hans Siegwart, 1990

Hans Siegwart (* 14. März 1925 in Küssnacht am Rigi; † 24. Januar 2003 in St. Gallen) war ein Schweizer Betriebswirtschafter und Hochschulrektor.

## Leben
Nach dem Gymnasium und mehrjähriger Tätigkeit in der Privatwirtschaft begann Siegwart mit 26 Jahren sein Studium an der Handelshochschule St. Gallen. 1954 absolvierte er die Diplomprüfung zum Handelslehrer. 1959 veröffentlichte er seine Dissertation unter dem Titel „Der Einfluss der fixen Kosten auf die Unternehmenspolitik“.
1963 wurde Siegwart zum Leiter der Abteilung Unternehmensberatung am Institut für Betriebswirtschaft an der Hochschule St. Gallen ernannt und 1965 zum Vizedirektor des Instituts. 1966 veröffentlicht er seine Habilitationsschrift „Die optimale Produktionsprogrammgestaltung in industriellen Klein- und Mittelbetrieben“. Im folgenden Jahr wurde Siegwart zum Professor für Betriebswirtschaftslehre mit besonderer Berücksichtigung der industriellen Produktion (und später des Rechnungswesens) ernannt. Ausserdem wurde er Direktor des Instituts für Betriebswirtschaft und war zuständig für die Bau- und Liegenschaftsverwaltung der Hochschule.
Von 1972 bis 1978 war er Rektor der Hochschule St. Gallen. In seine Amtszeit fallen die Neuordnung der Trägerschaft der Hochschule (1977) – der Kanton übernahm die Hauptverantwortung, während die Stadt entlastet wurde –, die Neufassung des Hochschulstatuts (1976) und die Einführung eines juristischen Studienganges (1978). Die Pläne zu einer Hochschulerweiterung scheiterten jedoch 1973 erneut in einer Abstimmung.
Siegwart war zwischen 1974 und 1995 Präsident der St. Galler Stiftung für internationale Studien und engagierte sich stark für das ISC-Symposium. Von 1983 bis 1987 amtete er als Präsident der Schweizerischen Hochschulrektorenkonferenz.
Hans Siegwart gehört zu den Gründern des Management-Zentrums und Controlling-Zentrums St. Gallen. Als Wissenschaftler trug er zur Entfaltung des Rechnungswesens und des Controllings bei.